# Filip Rogić
Filip Roberto Rogić (* 14. Juni 1993 in Eskilstuna) ist ein schwedisch-kroatischer Fußballspieler.

## Karriere
Der Mittelfeldspieler stammt aus der Jugend des Eskilstuna City FK und kam dort 2011 zu seinen ersten Profieinsätzen in der heimischen Dritten Liga. Anschließend verpflichtete ihn der Zweitligist Östersunds FK, doch ein Jahr später wurde Rogić erst an AFC Eskilstuna verliehen und später ganz an den Klub abgegeben. Am 3. April 2017 gab Rogić dann sein Erstligadebüt für den Örebro SK beim 2:1-Heimsieg gegen Jönköpings Södra IF. Die Saison 2019/20 verbrachte er beim russischen Erstligisten FK Orenburg und kehrte dann wieder nach Schweden zurück, wo er die nächsten Spielzeiten für AIK Solna und den IK Sirius aktiv war. Anfang 2023 wechselte Rogić nach Thailand, wo er in Buriram einen Vertrag beim Erstligisten Buriram United unterschrieb. Am Ende der Saison feierte er mit Buriram die Meisterschaft sowie den Gewinn des Ligapokals und des Pokals. Für Buriram bestritt er acht Ligaspiele. Nach der Saison wurde sein Vertrag nicht verlängert. Im Juli 2023 ging er wieder nach Europa, wo er sich in Finnland dem HJK Helsinki anschloss.

## Erfolge
Buriram United
- Thailändischer Meister: 2022/23
- Thailändischer Ligapokalsieger: 2022/23
- Thailändischer Pokalsieger: 2022/23